# Eosaniwa koehni
L'eosaniwa (Eosaniwa koehni) è un rettile estinto, appartenente ai sauri. Visse nell'Eocene medio (Luteziano, circa 48 milioni di anni fa) e i suoi resti fossili sono stati ritrovati in Germania.

## Descrizione
Questo animale è noto solo per un esemplare incompleto, ritrovato nei depositi di Geiseltal nei pressi di Neumark Süd, comprendente un cranio lungo quasi 20 centimetri e alcuni resti postcranici disarticolati. L'esemplare si è conservato insieme ai resti di un coccodrillo (Diplocynodon). Eosaniwa doveva assomigliare a un varano, ma se ne differenziava per un muso molto lungo, con ossa nasali e vomeri estremamente allungati. Altre caratteristiche di Eosaniwa includono la presenza di denticoli sulle ossa palatine, pterigoidi e vomeri, la presenza di una zona subdentale sull'osso dentale, e un processo retroarticolare della mandibola fortemente ricurvo.

## Classificazione
Eosaniwa koehni venne descritto per la prima volta nel 1977, sulla base di un fossile rinvenuto nel 1964. Inizialmente venne attribuito alla famiglia Necrosauridae, ora considerata parafiletica (Estes, 1983). Un'analisi filogenetica indica che Eosaniwa era un membro del gruppo dei Platynota, all'interno di un gruppo di varanoidi comprendenti anche i mosasauroidi, Coniasaurus e Paravaranus (Rieppel, 2007).